# Walter Legge
Walter Legge [lɛɡ] (* 1. Juni 1906 in London; † 22. März 1979 in Saint-Jean-Cap-Ferrat) war ein britischer Produzent klassischer Musik und Gründer des Philharmonia Orchestra.

## Leben
Walter Legge wurde in Shepherd’s Bush, London, geboren, wo sein Vater Schneider war. Er besuchte die Latymer Upper School in Hammersmith und zeichnete sich in Latein und Französisch aus, erhielt aber keine musikalische Ausbildung. Er verließ die Schule mit 16 Jahren und erhielt keine weitere formale Ausbildung. Durch seinen Vater ermutigt, entwickelte er eine Vorliebe für Musik, insbesondere für Richard Wagner, und brachte sich selbst das Notenlesen und die deutsche Sprache bei.
Im Jahre 1927 erhielt Legge im Alter von 21 Jahren eine Anstellung bei His Master’s Voice (HMV), wo er zunächst nur die editorische Verantwortung für die Hauszeitschrift übernahm. Hier entdeckte ihn der Schallplattenproduzent Fred Gaisberg, mit dem gemeinsam er erstmals Schallplatten produzierte. 1931 wurde die Firma von EMI übernommen. „Legge war ein scharfsichtiger Kritiker und hatte ein feines Ohr“. Zwischen 1933 und 1938 war er – neben seiner Tätigkeit als Produzent – auch als Musikkritiker der Tageszeitung Manchester Guardian tätig.
1947 verpflichtete er Herbert von Karajan sowie Wilhelm Furtwängler, die beide ihre Schallplattenkarrieren nach Krieg und Entnazifizierungsverfahren ihm verdankten. Legge wurde ebenfalls Förderer, dann 1953 Gatte von Elisabeth Schwarzkopf. Er verhalf auch Paul Hindemith und vor allem Otto Klemperer zum Wiederanknüpfen an ihr Prestige der Vorkriegszeit. Daneben verpflichtete er Maria Callas, Victor de Sabata, Géza Anda und förderte den jungen Wolfgang Sawallisch, dem er a beat as clear and uncomplicated as Knappertsbusch’s zuschrieb. 1945 gründete er das Londoner Philharmonia Orchestra. Ab 1946 war Legge einer der Direktoren der Gesellschaft der Musikfreunde in Wien, von Mai 1958 bis November 1963 Direktor des Royal Opera House Covent Garden in London. 1964 zog er sich ganz von EMI zurück.
Nach Legges Tod schrieb Elisabeth Schwarzkopf seine Biografie. In ihrem Nachlass, der in Gerd Nachbauers Archiv der Schubertiade Hohenems verwahrt wird, sind auch zahlreiche Dokumente zu Legge und u. v. a. Maria Callas zu finden.

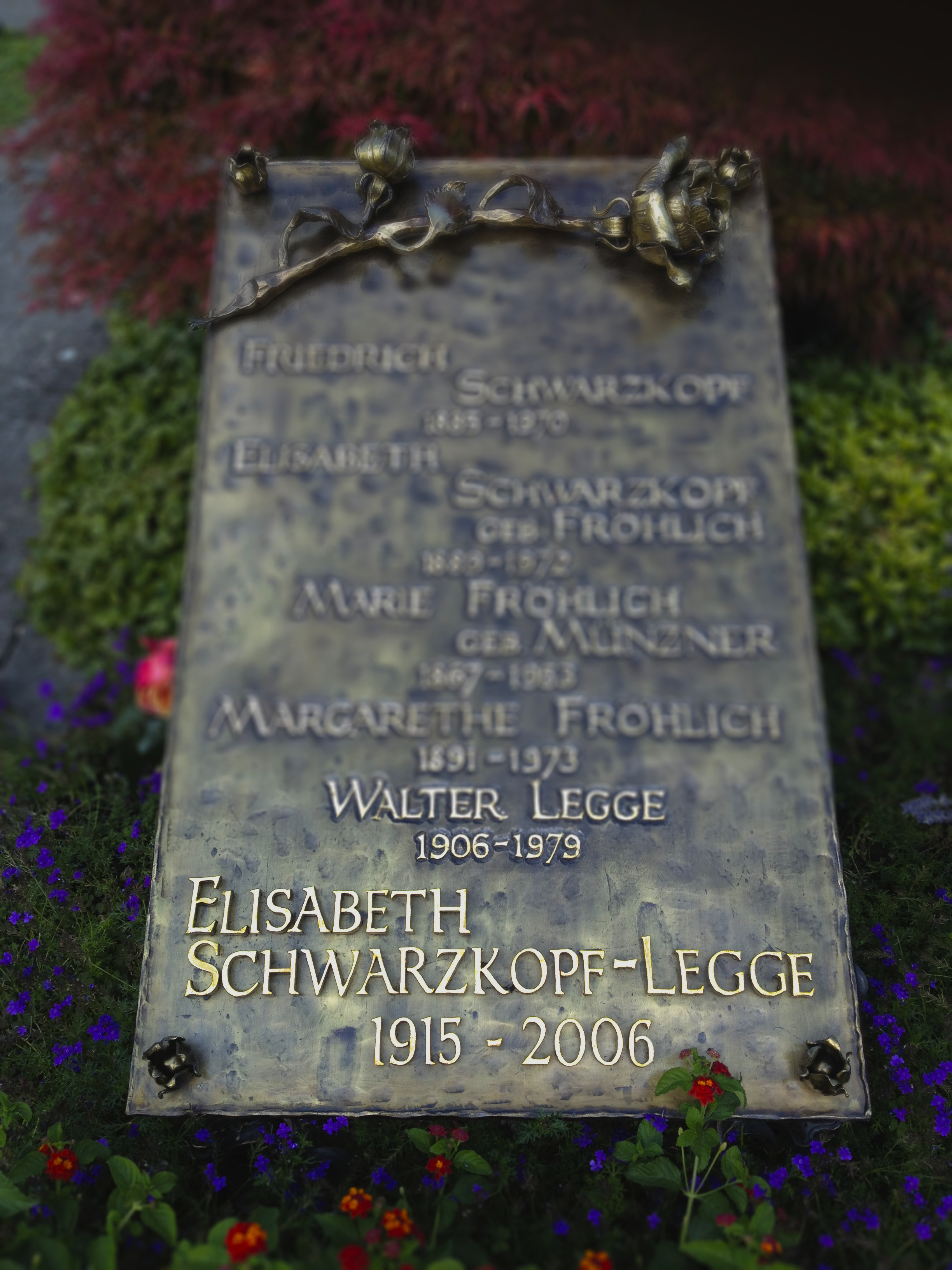
Grab in Zumikon

Nachdem Elisabeth Schwarzkopf 2006 gestorben war, wurde ihre Urne zusammen mit der Walter Legges in einem Familiengrab neben ihren Eltern in Zumikon bei Zürich – wo sie von 1982 bis 2003 gelebt hatte – beigesetzt.

## Werke
- Gehörtes – Ungehörtes – Memoiren.  München 1982, ISBN 3-88453-018-6.